# Seitokai yakuindomo
Seitokai yakuindomo (jap. 生徒会役員共) – czteropanelowa manga autorstwa Tozen Ujiie, publikowana na łamach magazynu „Magazine Special” wydawnictwa Kōdansha od maja 2007 do czerwca 2008. Następnie została przeniesiona do magazynu „Shūkan Shōnen Magazine” tego samego wydawcy, gdzie ukazywała się od lipca 2008 do listopada 2021.
Na jej podstawie studio GoHands wyprodukowało serial anime, który był emitowany od lipca do września 2010. Drugi sezon emitowano między styczniem a marcem 2014. W lipcu 2017 został wydany film kinowy. Premiera drugiego filmu miała nastąpić w lipcu 2020, jednakże została przesunięta na styczeń 2021 z powodu pandemii COVID-19.

## Fabuła
Takatoshi Tsuda jest uczniem Akademii Ōsai, liceum, które z powodu malejącej liczby urodzeń zostało przekształcone ze szkoły żeńskiej w placówkę koedukacyjną (ze stosunkiem mężczyzn do kobiet wynoszącym 28:524). Pierwszego dnia zostaje siłą zwerbowany do samorządu uczniowskiego jako wiceprzewodniczący i jedyny przedstawiciel płci męskiej. Fabuła opowiada o Tsudzie i samorządzie uczniowskim, którzy wchodzą w interakcje ze sobą i kolegami ze szkoły.

## Bohaterowie

### Głowni
- Takatoshi Tsuda (jap. 津田 タカトシ Tsuda Takatoshi)

Seiyū: Shintarō Asanuma 
- Shino Amakusa (jap. 天草 シノ Amakusa Shino)

Seiyū: Yōko Hikasa 
- Aria Shichijo (jap. 七条 アリア Shichijō Aria)

Seiyū: Satomi Satō 
- Suzu Hagimura (jap. 萩村 スズ Hagimura Suzu)

Seiyū: Sayuri Yahagi 

### Poboczni
- Ranko Hata (jap. 畑 ランコ Hata Ranko)

Seiyū: Satomi Arai 
- Mutsumi Mitsuba (jap. 三葉 ムツミ Mitsuba Mutsumi)

Seiyū: Chiaki Omigawa 
- Naruko Yokoshima (jap. 横島 ナルコ Yokoshima Naruko)

Seiyū: Yū Kobayashi 
- Kotomi Tsuda (jap. 津田 コトミ Tsuda Kotomi)

Seiyū: Asami Shimoda 
- Kaede Igarashi (jap. 五十嵐 カエデ Igarashi Kaede)

Seiyū: Emiri Katō 
- Sayaka Dejima (jap. 出島 サヤカ Dejima Sayaka)

Seiyū: Mutsumi Tamura 
- Nene Todoroki (jap. 轟 ネネ Todoroki Nene)

Seiyū: Hekiru Shiina 
- Kaoru Toki (jap. 時 カオル Toki Kaoru)

Seiyū: Miho Hino 
- Chihiro Uomi (jap. 魚見 チヒロ Uomi Chihiro)

Seiyū: Chiwa Saitō 
- Nozomi Mori (jap. 森 ノゾミ Mori Nozomi)

Seiyū: Sumire Uesaka 

## Manga
Seria początkowo była wydawana w magazynie „Magazine Special” od 19 maja 2007 do 20 czerwca 2008. Następnie została przeniesiona do czasopisma „Shūkan Shōnen Magazine”, gdzie ukazywała się od 23 lipca 2008 do 17 listopada 2021. Wydawnictwo Kōdansha zebrało jej rozdziały w 22 tankōbonach, wydawanych między 12 sierpnia 2008 a 17 stycznia 2022.
| Nr | Data wydania (język japoński) | ISBN (język japoński)  |
| -- | ----------------------------- | ---------------------- |
| 1  | 12 sierpnia 2008              | ISBN 978-4-06-384030-8 |
| 2  | 15 maja 2009                  | ISBN 978-4-06-384142-8 |
| 3  | 15 stycznia 2010              | ISBN 978-4-06-384240-1 |
| 4  | 17 sierpnia 2010              | ISBN 978-4-06-384347-7 |
| 5  | 15 kwietnia 2011              | ISBN 978-4-06-384479-5 |
| 6  | 17 listopada 2011             | ISBN 978-4-06-384585-3 |
| 7  | 17 lipca 2012                 | ISBN 978-4-06-384710-9 |
| 8  | 15 lutego 2013                | ISBN 978-4-06-384817-5 |
| 9  | 17 października 2013          | ISBN 978-4-06-358443-1 |
| 10 | 16 maja 2014                  | ISBN 978-4-06-395093-9 |
| 11 | 17 lutego 2015                | ISBN 978-4-06-395324-4 |
| 12 | 17 września 2015              | ISBN 978-4-06-395485-2 |
| 13 | 15 kwietnia 2016              | ISBN 978-4-06-395648-1 |
| 14 | 16 grudnia 2016               | ISBN 978-4-06-395826-3 |
| 15 | 15 września 2017              | ISBN 978-4-06-510186-5 |
| 16 | 16 marca 2018                 | ISBN 978-4-06-511062-1 |
| 17 | 17 kwietnia 2019              | ISBN 978-4-06-514882-2 |
| 18 | 16 sierpnia 2019              | ISBN 978-4-06-516230-9 |
| 19 | 17 września 2020              | ISBN 978-4-06-520596-9 |
| 20 | 17 marca 2021                 | ISBN 978-4-06-522218-8 |
| 21 | 17 sierpnia 2021              | ISBN 978-4-06-524484-5 |
| 22 | 17 stycznia 2022              | ISBN 978-4-06-526597-0 |

## Anime
W oparciu o mangę powstał 13-odcinkowy telewizyjny serial anime wyprodukowany przez studio GoHands i wyreżyserowany przez Hiromitsu Kanazawę. Był emitowany od 4 lipca do 26 września 2010 w stacji TV Kanagawa, a później także w Chiba TV, TV Saitama, Sun TV, KBS, Tokyo MX, TV Aichi i AT-X. Motywem otwierającym jest „Yamato nadeshiko Education” (jap. 大和撫子エデュケイション) w wykonaniu Triple Booking, końcowym zaś „Aoi haru” (jap. 蒼い春) autorstwa Angeli. Między 15 kwietnia 2011 a 17 października 2013 wydano 8 odcinków OVA, które były dołączane do edycji specjalnych tomów mangi.
Drugi sezon zatytułowany Seitokai yakuindomo* (jap. 生徒会役員共*) był emitowany w stacji Tokyo MX od 4 stycznia do 29 marca 2014. Motyw otwierający, „Hana saku☆saikyō Legend Days” (jap. 花咲く☆最強レジェンドDays), wykonuje Triple Booking, natomiast końcowy, zatytułowany „Mirai Night” (jap. ミライナイト), zaśpiewała Satomi Satō. Od 16 maja 2014 do 17 września 2020 wydano 10 kolejnych odcinków OVA.
Film kinowy został wydany 21 lipca 2017. Premiera drugiego filmu była zaplanowana na 10 lipca 2020, jednak została opóźniona do 1 stycznia 2021 z powodu pandemii COVID-19.